# Big Mouth (serie televisiva)
Big Mouth (빅마우스?, Bik ma-useuLR) è una serie televisiva sudcoreana trasmessa su MBC TV dal 29 luglio al 17 settembre 2022. In lingua italiana è disponibile su Disney+.

## Trama
Park Chang-ho, un avvocato fallito soprannominato "Big Mouth" per la sua abitudine di parlare prima di agire, rimane coinvolto in un caso d'omicidio quando viene scambiato per un truffatore noto come "Big Mouse".

## Personaggi e interpreti
- Park Chang-ho, interpretato da Lee Jong-suk
- Ko Mi-ho, interpretata da Im Yoon-ah
- Choi Do-ha, interpretato da Kim Joo-hun

## Riconoscimenti
- MBC Drama Award[4]
  - 2022 – Gran premio a Lee Jong-suk
  - 2022 – Drama dell'anno
  - 2022 – Premio all'alta eccellenza, attrice in una miniserie a Im Yoon-ah
  - 2022 – Miglior coppia a Lee Jong-suk e Im Yoon-ah
  - 2022 – Candidatura Premio all'alta eccellenza, attore in una miniserie a Lee Jong-suk